# Alexander Senning
Alexander Erich Eugen Senning (født 1936 i Riga, Sovjetunionen, død 4. april 2020) var en tysk-dansk kemiker. Han studerede kemi, først i München og senere ved Uppsala universitet, hvorfra han i 1962 blev svensk lic.phil. i organisk kemi. Han kom derefter til Aarhus Universitet, hvor han var ansat som adjunkt og lektor ved Kemisk Institut indtil 1993, kun afbrudt af et par år som laboratoriechef hos Alfred Benzon A/S i 1970'erne. Fra 1993 til sin pensionering i 2003 var han ansat ved Danmarks Ingeniørakademi i Lyngby, der i 1995 blev en del af Danmarks Tekniske Universitet.
Sennings forskningsområder var svovlkemi og medicinalkemi.
Han var også med til at redigere første udgave af Kemisk Ordbog.
Alexander Senning blev i 1960 gift med svenskeren Gun Anita Margareta Pramsten (født 1939 i Karlskoga). Han blev dansk statsborger i 1971. Indtil da havde han været tysk statsborger.

## Priser
Tekst mangler, hjælp os med at skrive teksten